# Santa Rosa de Cabal
Santa Rosa de Cabal es un municipio colombiano ubicado en el departamento de Risaralda.  La Ciudad de las Araucarias como es conocida tiene una superficie de 564 km² y se sitúa en la región andina colombiana, específicamente la región cafetera. Tiene un clima templado de montaña, con temperatura promedio de 19 °C.

## Historia
Santa Rosa de Cabal tuvo papel relevante en el desarrollo de la colonización antioqueña.
Su fundación se efectuó el 13 de octubre del año 1844 por el colono Fermín López, Y sus hijos Manuel, Pablo y Andrés; y otros colonos como José Hurtado, Gregorio Londoño, Juan Ignacio Gallego, Nepomuceno Vásquez, José Antonio Pino, Ignacio Vásquez, José Irén Londoño, entre otros. 
A lo largo de los años ha sido cuna de personajes que se han destacado en las letras, la educación y el desarrollo socioeconómico.  Destacan entre otros Lorencita Villegas, esposa del expresidente de Colombia Eduardo Santos; Emilio Buitrago, Jesús Osorio y José Saturnino López Cardona (1918-1974), quien creó cadenas de comercio desde Santa Rosa hasta el sur de Quindío, Buga y Popayán y también propició extensiones de establecimientos comerciales en nuevos sectores del municipio, impulsando el comercio sobre la vía que comunica con Manizales, sectores de Tarapacá y La María. 
En tiempos recientes se ha destacado el poeta Benjamín Duque Henao por libros como: Por los Caminos del Recuerdo. Pintores como Carlos Alberto Velásquez y Jair Loaiza; caricaturistas como Rigo y los muralistas Leonel Ortiz y uno vigente en la actualidad como es José Daniel Correa. Escritor reconocido de nuestra ciudad es el poeta: Amílcar Osorio,, quien fue  cofundador  del nadaísmo, al lado de Gonzalo Arango y otros destacados escritores antioqueños.. Su obra Vana Stanza es uno de los poemarios eróticos más bellos de la poesía colombiana.
Y ya en tiempos más recientes se destacan los poetas Alejandro Velásquez León, autor de «Orilla» y Albeiro Montoya Guiral, autor de «Una vida en una noche», de «Celebraciones» y fundador de la reconocida Revista Literariedad.
En deportes también la villa cabalense ha recibido eco mundial por cuenta del ciclista Álvaro Mejía logrando tercer puesto en el Tour de Francia 1993 y un cuarto en el Campeonato del Mundo de ciclismo de 1991.

## Geografía
El municipio está cerca del Nevado de Santa Isabel que tiene una altura de 4.950 metros sobre el nivel del mar y que de límite natural entre los departamentos de Risaralda y Tolima. 
Está localizada al nororiente del Departamento de Risaralda en las coordenadas 4 grados 52 minutos latitud norte y 75 grados 37 minutos de longitud oeste. Su cabecera municipal se encuentra a 1840 metros sobre el nivel del mar y a una distancia de 15 km de Pereira. Otro sitio destacado dentro del territorio de la ciudad, es la Laguna del Otún y su consecuente río que con otros forman sistema hidrográfico. Es un lugar usado para el ecoturismo por las finca-hoteles y la vida tradicional de la hacienda paisa.

### Límites
- Al norte con Chinchiná y Villamaría;

- Al sur con los municipios de Pereira y Dosquebradas;
- Por el oriente con el parque nacional natural de los Nevados y Santa Isabel (Tolima);
- Por el occidente con los municipios de Pereira, Marsella y Dosquebradas.

### Hidrografía
La riegan los ríos Campo Alegre, Otún, San Eugenio, San José, San Juan, Campo Alegrito, Barbo y San Ramón, además de numerosas corrientes menores.

## División Político-Administrativa

### Comunas
La cabecera municipal se encuentra dividido en 5 comunas (en la que se encuentra ciertos barrios)
- Comuna 1.
- Comuna 2.
- Comuna 3.
- Comuna 4.
- Comuna 5.

### Centros poblados
Santa Rosa de Cabal tiene bajo su jurisdicción los centros poblados:
- Bajo Samaria
- El Español
- El Jazmín
- El Lembo
- Guacas
- Guaymaral
- La Capilla
- La Estrella
- La Florida
- La Leona
- Las Mangas
- San Juanito
- Santa Bárbara

## Economía
Santa Rosa de Cabal pertenece a la región llamada eje cafetero y su economía gira alrededor del café; aunque en los últimos años ha aumentado la actividad turística, ya que posee atractivos como dos balnearios de aguas termales y lago de barro medicinal con propiedades terapéuticas para la piel.
El municipio conserva el estilo arquitectónico de los pueblos cafeteros de mediados del siglo XX con sus casas de balcones florecidos característicos de la colonización antioqueña, su iglesia central, Basílica Menor y el Parque de las Araucarias. 
También tienen renombre los chorizos santarrosanos. Es de resaltar que fabricantes municipales lograron un récord Guinness del chorizo más largo del mundo con 1.917 metros.

## Turismo

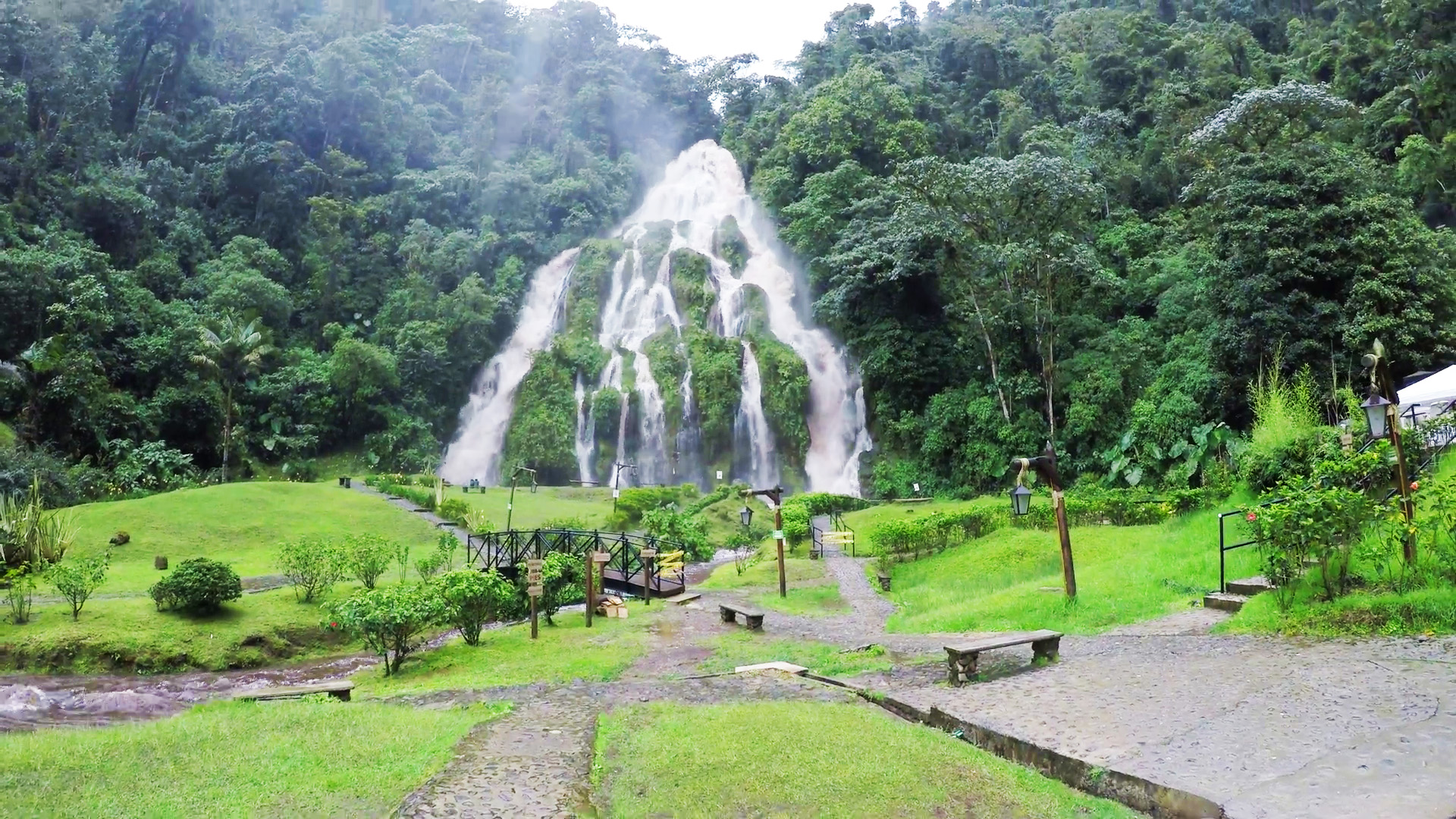
Termales de Santa Rosa de Cabal

Santa Rosa de Cabal es muy reconocida en el sector turístico de la región por contar con recursos naturales y culturales, como lo son las aguas termales ubicadas a 11 kilómetros del área urbana. Este municipio ha obtenido el Certificado de Calidad Turística en febrero del 2013 emitido por el ICONTEC.

### Atractivos turísticos
- Parque del Machete (Lugar de los machetes más grandes del mundo)
- Parque Recreativo de los Valores Sociedad de Mejoras Públicas
- Parque de las Araucarias (Plaza de Bolívar)
- Antigua Estación del Ferrocarril
- Termales Santa Rosa de Cabal
- Ecotermales de San Vicente
- Parque Regional Natural La Marcada
- Basílica Menor Nuestra Señora de Las Victorias
- Santuario de La Medalla Milagrosa
- Casa de Los Fundadores
- Cascada Chorros de Don Lolo
- El Cerro de Las Tres Cruces
- Plaza de mercado Los Fundadores

## Medios de Comunicación Virtual
- Antena de los Andes
- Santa Rosa Radio
- Santa Rosa News
- La poderosa FM
- Santacho
- Telecafé
- El Faro
- CNC Santa Rosa

## Ubicación geográfica
| Noroeste: Marsella (Risaralda) ( Risaralda)          | Norte: Chinchiná ( Caldas)                          | Nordeste: Villamaría ( Caldas)                       |
| Oeste: Dosquebradas( Risaralda) Pereira ( Risaralda) |                                                     | Este: Santa Isabel ( Tolima) Murillo ( Tolima)       |
| Suroeste: Pereira ( Risaralda)                       | Sur: Pereira ( Risaralda) Dosquebradas ( Risaralda) | Sureste: Pereira ( Risaralda) Santa Isabel ( Tolima) |

## Festividades

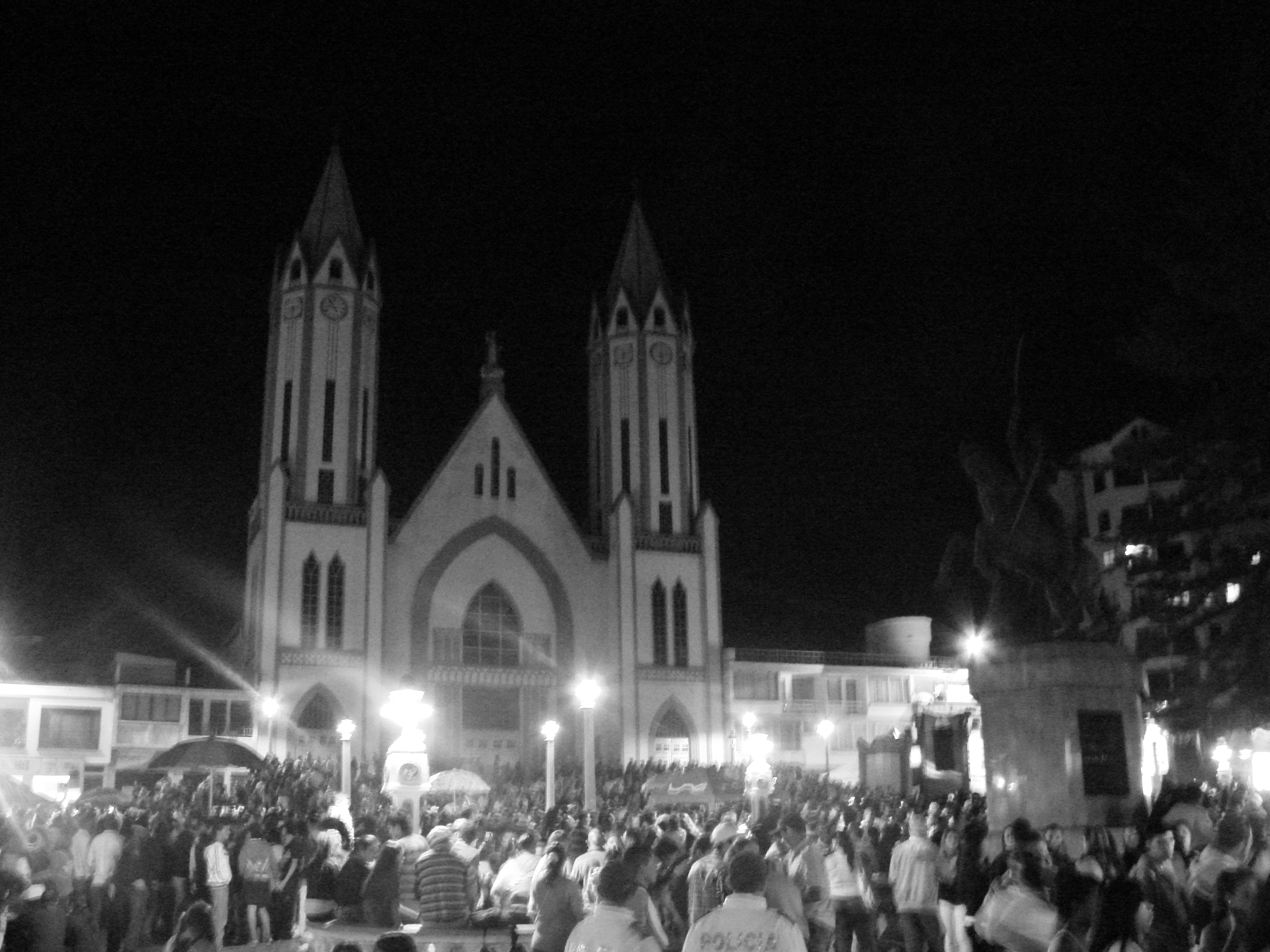
Aglomeración en parque de las Araucarias frente a Basílica

Las fiestas conmemorativas de su fundación se celebraban la segunda semana de octubre y son conocidas como: "FIESTAS DE LAS ARAUCARIAS". 
Otra festividad es el "Concurso Nacional de Villancicos" el cual fue creado mediante Ordenanza Departamental y se realiza en el mes de diciembre.
El CabalFest es un festival de música alternativa que se lleva a cabo todo los años en el municipio.

## Servicios públicos
- Energía Eléctrica: Central Hidroeléctrica de Caldas (CHEC), del grupo EPM, es la empresa prestadora del servicio de energía eléctrica.
- Gas Natural: Efigas es la empresa distribuidora y comercializadora de gas natural en el municipio.